# Сигет (Нови Кнежевац)
Сигет (мађ. Sziget) је насеље у Србији у општини Нови Кнежевац у Севернобанатском округу. Према попису из 2022. било је 118 становника.
Овде се налазе Кургани Сигета.

## Демографија
У насељу Сигет живи 193 пунолетна становника, а просечна старост становништва износи 40,8 година (38,0 код мушкараца и 44,0 код жена). У насељу има 81 домаћинство, а просечан број чланова по домаћинству је 3,05.
Ово насеље је углавном насељено Србима (према попису из 2002. године), а у последња три пописа, примећен је пад у броју становника.
|  |

| Демографија | Демографија | Демографија |
| Година      | Становника  | Становника  |
| ----------- | ----------- | ----------- |
| 1948.       | 522         |             |
| 1953.       | 502         |             |
| 1961.       | 511         |             |
| 1971.       | 434         |             |
| 1981.       | 358         |             |
| 1991.       | 294         | 286         |
| 2002.       | 247         | 247         |

| Етнички састав према попису из 2002.‍ | Етнички састав према попису из 2002.‍ | Етнички састав према попису из 2002.‍ | Етнички састав према попису из 2002.‍ | Етнички састав према попису из 2002.‍ |
| ------------------------------------ | ------------------------------------ | ------------------------------------ | ------------------------------------ | ------------------------------------ |
|                                      |                                      |                                      |                                      |                                      |
| Срби                                 | Срби                                 |                                      | 181                                  | 73,27%                               |
| Мађари                               | Мађари                               |                                      | 63                                   | 25,50%                               |
| Словенци                             | Словенци                             |                                      | 1                                    | 0,40%                                |
| Буњевци                              | Буњевци                              |                                      | 1                                    | 0,40%                                |
| непознато                            | непознато                            |                                      | 1                                    | 0,40%                                |

| Година пописа     | 1948. | 1953. | 1961. | 1971. | 1981. | 1991. | 2002. |
| ----------------- | ----- | ----- | ----- | ----- | ----- | ----- | ----- |
| Број домаћинстава | 114   | 117   | 125   | 112   | 103   | 88    | 81    |

| Број чланова      | 1  | 2  | 3  | 4  | 5 | 6 | 7 | 8 | 9 | 10 и више | Просек |
| ----------------- | -- | -- | -- | -- | - | - | - | - | - | --------- | ------ |
| Број домаћинстава | 16 | 18 | 14 | 21 | 6 | 4 | 1 | 1 | 0 | 0         | 3,05   |

| Пол    | Укупно | Неожењен/Неудата | Ожењен/Удата | Удовац/Удовица | Разведен/Разведена | Непознато |
| ------ | ------ | ---------------- | ------------ | -------------- | ------------------ | --------- |
| Мушки  | 112    | 50               | 55           | 3              | 4                  | 0         |
| Женски | 98     | 19               | 55           | 23             | 1                  | 0         |
| УКУПНО | 210    | 69               | 110          | 26             | 5                  | 0         |

| Пол    | Укупно                    | Пољопривреда, лов и шумарство | Рибарство                            | Вађење руде и камена | Прерађивачка индустрија       |
| ------ | ------------------------- | ----------------------------- | ------------------------------------ | -------------------- | ----------------------------- |
| Мушки  | 60                        | 42                            | 0                                    | 0                    | 10                            |
| Женски | 48                        | 40                            | 0                                    | 0                    | 4                             |
| УКУПНО | 108                       | 82                            | 0                                    | 0                    | 14                            |
| Пол    | Производња и снабдевање   | Грађевинарство                | Трговина                             | Хотели и ресторани   | Саобраћај, складиштење и везе |
| Мушки  | 0                         | 1                             | 4                                    | 1                    | 0                             |
| Женски | 0                         | 0                             | 4                                    | 0                    | 0                             |
| УКУПНО | 0                         | 1                             | 8                                    | 1                    | 0                             |
| Пол    | Финансијско посредовање   | Некретнине                    | Државна управа и одбрана             | Образовање           | Здравствени и социјални рад   |
| Мушки  | 0                         | 0                             | 1                                    | 0                    | 1                             |
| Женски | 0                         | 0                             | 0                                    | 0                    | 0                             |
| УКУПНО | 0                         | 0                             | 1                                    | 0                    | 1                             |
| Пол    | Остале услужне активности | Приватна домаћинства          | Екстериторијалне организације и тела | Непознато            | Непознато                     |
| Мушки  | 0                         | 0                             | 0                                    | 0                    | 0                             |
| Женски | 0                         | 0                             | 0                                    | 0                    | 0                             |
| УКУПНО | 0                         | 0                             | 0                                    | 0                    | 0                             |